# Delphacodes conwentzi
Delphacodes conwentzi är en insektsart som beskrevs av Matsumura 1906. Delphacodes conwentzi ingår i släktet Delphacodes och familjen sporrstritar. Inga underarter finns listade i Catalogue of Life.